# Voyage en Orient (Nerval)
Voyage en Orient  (deutsch Reise in den Orient) ist ein literarischer Reisebericht des französischen Schriftstellers und Dichters Gérard de Nerval (1808–1855). Das Werk entstand ab 1839 und erschien 1851 erstmals in Buchform.

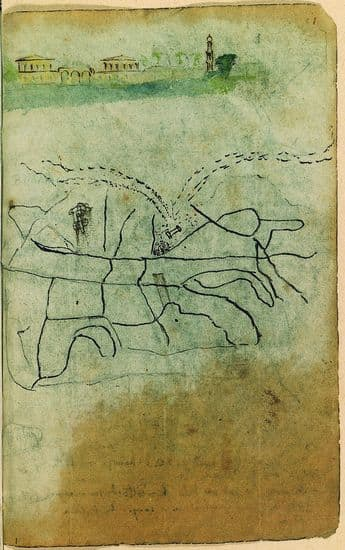
Gérard de Nerval: Carnet de voyage en Orient, 1843. Die Ufer des Nils und Entwurf eines Stadtplans von Kairo (BNF)

## Inhalt
Die Voyage en Orient spiegelt eine sehr persönliche Sicht Nervals auf den Orient wider und erzählt auch orientalische Geschichten wie die von Salomon und der Königin von Saba. Es ist eigentlich eine ganz poetische Konstruktion, in der die Symbolik, die Esoterik, wie üblich bei Nerval, allgegenwärtig sind. Diese literarische Reise beginnt mit der Schweiz und Deutschland, wo er sich allerdings nicht lange aufhält. In seiner Einleitung (Vers l'Orient / In Richtung Orient) beschreibt Nerval Wien und die Abenteuer, die er dort erlebt, und dann Griechenland. Kapitel über Ägypten (Les Femmes du Caire / Die Frauen von Kairo), den Libanon (Druses et Maronites / Drusen und Maroniten) und Konstantinopel (Les Nuits du Ramazan / Die Nächte des Ramadan) bilden nacheinander die Hauptgegenstände seiner Erzählung. Die Reise basiert zwar auf den persönlichen Erfahrungen des Autors, d. h. den Erfahrungen, die er während seiner Reise nach Wien 1839–1840 und seinem Besuch in Ägypten, Libanon, Rhodos, Syrien und der Türkei 1843 gesammelt hat. Das Werk bot ihm auch die Gelegenheit, von einer Mode seiner Zeit zu profitieren (man denke an Namen wie Byron, Chateaubriand und Lamartine) und sein Talent als Prosaautor unter Beweis zu stellen. Nerval glaubte an die Möglichkeit, die gemeinsamen Ursprünge verschiedener Zivilisationen zu finden.

## Entstehungsgeschichte

Sklavenmarkt (Jean-Léon Gérôme)

Die umfangreiche und lange Erzählung ist über einen längeren Zeitraum entstanden. Das Werk, das ursprünglich zwischen 1840 und 1850 in verschiedenen Zeitschriften veröffentlicht (in der Zeitschrift Revue des Deux Mondes erschienen Kapitel unter dem Titel Scènes de la Vie Orientale) und 1851 "rekonstruiert" wurde, weist zahlreiche Varianten auf. In den Veröffentlichungen vor 1850 gab Nerval seinen Chroniken nicht ganz die gleiche Bedeutung der Endfassung.
In der Veröffentlichung in Buchform unter dem Titel Voyage en Orient wurde der Bericht über Nervals Reisen durch Europa vor seiner Abreise in den Orient hinzugefügt. Für eine spätere Ausgabe fügte de Nerval eine Reihe von Anhängen hinzu, wobei der Großteil des Materials direkt aus Lanes Manners and Customs of the Modern Egyptians (Sitten und Gebräuche der modernen Ägypter) übernommen wurde. Eine 1930 unter dem Titel The Women of Cairo erschienene zweibändige Übersetzung ins Englische von Conrad Elphinstone enthielt nur das ursprünglich 1846–1847 veröffentlichte Material. Eine deutsche Übersetzung ist in der Reihe Winkler Weltliteratur erschienen.

## Inhaltsübersicht
Bibliothèque des Editions Richelieu, Paris, 1950 (4 Bände)
I. Introduction. Vers l’Orient. Les Femmes du Caire : Les mariages Cophtes. Les esclaves.
II. Les Femmes du Caire : Le Harem. Les Pyramides. La Cange. La Santa-Barbara. La Montagne.Druses et Maronites : Un Prince du Liban. Le prisonnier. Histoire du Calife Hakem.
III. Druses et Maronites : Les Akkals L’Anti-Liban. Epilogue.Les nuits du Ramazan : Stamboul et Péra. Théâtres et fêtes. Les Conteurs. Le Baïram.
IV. Appendices : Moeurs des Egyptiens modernes. Des Arts chez les Orientaux. Lettre d’Amrou. Catéchisme des Druses. La Légende de Soliman.

## Ausgaben und Übersetzungen
französisch
- Voyage en Orient. 2 Bde., Paris 1851
- Voyage en Orient. Texte établi et annoté par Gilbert Rouger. Hors-texte gravés sur bois par Henri Renaud et dessinés par Yves Trevedy. Tomes I-IV. Bibliothèque des Editions Richelieu, Paris, 1950. 4 volumes, brochés sous couvertures rempliées, sous emboitages, illustrations hors-texte gravées sur bois par Henri Renaud et dessinés par Yves Trevedy. Texte établi et annoté par Gilbert Rouger. Edition typographique tirée sur les presses de l’imprimerie Nationale de France. Tirage limité numéroté, celui-ci un des exemplaires numérotés sur alfa Ivoire. Avant-propos par René Groos. Gérard de Nerval et le Voyage en Orient par Gilbert Rouger. (Buchhandelslink)
- Oeuvres completes.  3 Bände. Nerval, Gerard de. Paris, Gallimard. Bibliotheque de la Pleiade. 1984, 1989, 1993
- Voyage en Orient. Hrsg. M. Jeaumaret, Garnier-Flammarion, Paris 1984

Übersetzungen
- (deutsch) Werke. 3 Bände. Herausgegeben von Norbert Miller und Friedhelm Kemp. Übersetzt von Anjuta Aigner-Dünnwald. Nerval, Gérard de (d. i. Gérard Labrunie): München 1986, 1988, 1989 (Winkler Weltliteratur - 938; 623; 670 S. - Mit einer Zeittafel von Bernhard Dieterle sowie Anmerkungen und einem Nachwort von Christoph Kunze. - Inhalt: I.) Reise in den Orient. - II.) Die Oktobernächte; Lorelei; Die Illuminaten. - III.) Die Töchter der Flamme; Erzählungen und Gedichte.
- (englisch) The Women of Cairo (vols. 1 & 2), Harcourt, Brace and Company, 1930. Translation of Voyage en Orient.